# La vergine di Babilonia
La vergine di Babilonia è un cortometraggio muto italiano del 1910 diretto da Luigi Maggi.